# Jusqu'à la lie
Jusqu'à la lie (Look to the Lady) est un roman policier de la romancière britannique Margery Allingham, publié en 1931. C'est le troisième roman où paraît son héros le plus célèbre, l'aventurier Albert Campion.
Dans le roman, Val Gyrth est un jeune homme de bonne famille en froid avec son père à cause de son mariage. Maintenant veuf, il vit dans la misère complète jusqu'au jour où il croise la route de l'aventurier Albert Campion. Ce dernier décide de l'aider et lui apprend que des criminels convoitent un trésor de la famille Gyrth : un Calice antique recouvert d'or et de pierreries confié par le Royaume d'Angleterre et dont la perte aurait de lourdes conséquences. Val et Albert se rendent alors au village de Sanctuary, dans le Suffolk où le jeune homme se réconcilie avec son père et sa sœur Penny. Il apprend la mort de sa tante, femme excentrique qui avait beaucoup exhibé le Calice dernièrement...

## Personnages
- Albert Campion : aventurier et détective
- Percival (« Val »)  Gyrth : jeune homme issu d'une grande famille
- Penny Gyrth : sœur de Percival
- Malgerfonstein Lugg :  serviteur d'Albert et ancien prisonnier
- Colonel Sir Percival Gyrth : père de Val et Penny
- Diana Gyrth :  tante de Val et Penny
- Prof. Cairey : voisin de la famille Gyrth
- Beth Cairey : fille du professeur Cairey et amie de Penny
- Mme Dick-Shannon : éleveuse équestre à Sanctuary
- Mme Munsey : sorcière du village

## Résumé
Percival Gyrth est le fils unique du colonel Sir Percival Gyrth, l'une des familles les plus prestigieuses d'Angleterre. Mais il s'est disputé avec son père en épousant, à Cambridge, une jeune fille issu d'un niveau social modeste. En apprenant qu'il était déshérité, celle-ci a décidé de le quitter. Il est revenu vers elle lorsqu'elle est tombée gravement malade, malgré la réprobation de Sir Percival. Maintenant veuf, Val mène une vie miséreuse, sans moyen d'existence jusqu'au jour où il découvre sur un banc du parc, une enveloppe adressée à son nom. Décidé à remonter à l'expéditeur, il traverse la ville. Un homme mystérieux lui confie un peu d'argent et l'adresse d'Albert Campion. Stupéfait, Val prend un taxi et manque de se faire agresser par le chauffeur qu'il tue sur le coup. Lorsqu'il arrive chez Campion, ce dernier lui explique qu'un groupe criminel, travaillant pour des hommes riches amateurs d'œuvres d'art, convoite un trésor ancestral de la famille Gyrth : un Calice en or remontant à plusieurs siècles, confié par le Royaume. Sa perte signifierait la ruine de la famille. Les risques sont d'autant plus nombreux que la tante de Val, Diana, s'est entichée d'élites artistiques et a accepté de poser pour un peintre avec le Calice. Le jeune homme se laisse convaincre de tenter une réconciliation avec sa famille, d'autant que le jour de sa majorité approche.
Val, Campion et le valet de ce dernier, Lugg, s'embarquent pour le Suffolk où les Gyrth ont une magnifique propriété. A l'auberge du coin, ils rencontrent Mrs Dick-Shannon, éleveuse de chevaux autoritaire et orgueilleuse ainsi que la sœur de Val, Penny et la copine de celle-ci, Beth Cairey. Avant que même que Val ait réintégré le château, la mort frappe la famille Gyrth : Diana a été retrouvé inanimée dans la clairière des Pharisiens, une expression de terreur sur son visage. On conclut à une crise cardiaque. Le lendemain de l'enterrement, Mme Dick-Shannon et deux de ses amis viennent rendre visite à Sir Percival afin de regarder le Calice, enfermé dans une sorte de chapelle à l'extérieur de la maison. Or, ce dernier a disparu. Perplexe, Campion découvre rapidement qu'il s'agit en fait d'une idée de Penny et Beth, décidées à protéger le trésor et à le transporter à Londres dans leur voiture. La jeune fille est attaquée sur la route par un groupe de bandits qui emportent la cargaison. Heureusement, Campion l'avait auparavant subtilisé et rendu à Val.
À Londres, Campion fait examiner le Calice à un expert, Mr Melchizadek qui, tout en ne cachant pas son admiration, estime qu'il n'a rien de médiéval et remonte à quelques siècles à peine. Dans le bureau de l'expert, Albert retrouve le professeur Cairey, père de Beth et voisin de la famille Gyrth. À son avis, le Calice, entreposé dans la chapelle, n'est qu'une copie destinée à faire effet aux yeux du public. Le véritable Calice serait caché dans la chambre secrète du château, où se déroulera la cérémonie de la majorité de Val. De retour dans le Suffolk, Campion est intrigué par les activités nocturnes de la clairière des Pharisiens où, d'après les rumeurs, un monstre affreux a élu domicile. Avec le Professeur Cairey et un jeune homme du coin, Peck, l'aventurier s'y rend une nuit et prépare une embuscade. Le monstre s'avère être une vieille femme, considérée comme la sorcière du village qui éloigne les gens de la clairière afin que son fils puisse y braconner. Elle laisse entendre que Mrs Dick-Shannon l'avait payé pour « effrayer quelqu'un ».
Albert Campion élabore alors un plan d'attaque. Il se rend de nuit à la maison de Mrs Shannon et la surprend au milieu de ses complices. C'est bien elle qui a organisé le vol du Calice afin de renflouer ses fonds : dans ce but, elle a terrorisé la tante Diana afin de la mettre temporairement hors de portée du Calice. Les criminels emprisonnent Campion dans la propriété avec l'intention manifeste de le tuer. Pour cela, l'éleveuse met le jeune homme face à son seul cheval, un animal enragé du nom de Bitter Aloes. Il en réchappe in extremis grâce à l'intervention du Professeur Cairey et d'un groupe de gitans, amis à lui, logeant dans la région, qui comme convenu, commencent à neutraliser l'équipe de Mrs Shannon. Constatant que cette dernière a disparu, Albert fonce sur Bitter Aloes (calmé temporairement par l'un de ses amis) et arrive au château des Gyrth, que la criminelle s'est mis en tête d'escalader jusqu'à la chambre secrète. Le jeune homme essaie en vain de l'arrêter, quand elle tombe elle-même de son poste, terrifiée, semble-t-il, par quelqu'un ou quelque chose. Elle meurt.
À la fin de l'enquête, le calme est revenu dans le château des Gyrth. Val et Beth ont décidé de se marier, et Sir Percival et le Professeur Cairey sont devenus les meilleurs amis du monde. En récompense pour leur service, le seigneur du château permet à Campion et au Professeur de visiter une fois la chambre secrète. Après un long chemin dans les passages secrets du château, les deux hommes découvrent le véritable Calice ainsi que son gardien : une armure immense où on a entreposé la momie d'un ancêtre des Gyrth. L'histoire semble terminée mais Campion se demande toujours ce qui a pu effrayer Mrs Dick-Shannon, au point qu'elle abandonne le Calice et se tue.

## Adaptation
- 1989 : Look to the Lady, épisodes 1 et 2, saison 1, de la série télévisée britannique Campion (en) réalisés par Martyn Friend, avec Peter Davison dans le rôle d'Albert Campion